# کروین پینروآ

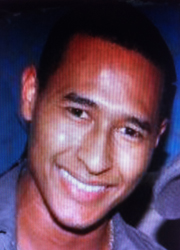
کروین پینروآ

کروین پینروآ (انگلیسی: Kervin Piñerua) (زاده ۲۱ فوریه ۱۹۹۱) بازیکن والیبال اهل ونزوئلا عضو تیم ملی والیبال ونزوئلا و باشگاه میراندا است.
کروین فعالیت ورزشی خود را با بیسبال و رقابت در دو و میدانی در سنین پایین آغاز نمود و توسط مادر خود متقاعد شد که به والیبال بپردازد و در سن ۱۸ سالگی به تیم ملی جوانان ونزوئلا دعوت شد. او در سال ۲۰۱۱ بازی‌های جام ملت‌های آمریکای جنوبی به عنوان بهترین زننده سرویس انتخاب شد و در قهرمانی جهان ۲۰۱۴ نیز خوش درخشید.وی در سن ۲۵ سالگی، بر اثر عارضه قلبی درگذشت.

## باشگاه‌ها
- ویلا ماریا (۲۰۱۰–۲۰۱۱)
- گالاتاسرای (۲۰۱۱–۲۰۱۲)
- ماترا (۲۰۱۲–۲۰۱۳)
- میراندا (۲۰۱۴-)